# Omnion
Omnion è il quarto album in studio del gruppo musicale statunitense Hercules and Love Affair, pubblicato nel 2017.

## Tracce
1. Omnion (feat. Sharon Van Etten) – 4:54
2. Controller (feat. Faris Badwan) – 4:25
3. Rejoice (feat. Rouge Mary) – 5:11
4. Are You Still Certain? (feat. Mashrou' Leila) – 4:43
5. Running (feat. Sisy Ey) – 4:39
6. Fools Wear Crowns – 5:19
7. Lies (feat. Gustaph) – 6:05
8. Wild Child (feat. Rouge Mary) – 4:07
9. My Curse and Cure (feat. Gustaph) – 4:57
10. Through Your Atmosphere (feat. Faris Badwan) – 5:00
11. Epilogue (feat. Gustaph) – 4:56